# 毛泽东在1925
《毛泽东在1925》是2001年上映的中国大陆剧情片，由张金标执导，颜梅魁编剧，王霙、涓子、李维民、张小波、陈大伟等主演，讲述毛泽东1925年回家乡韶山开办农民夜校，建立党的农村基层组织，发动农民运动，探索中国革命道路的故事。影片获2001年第21届中国电影金鸡奖最佳故事片奖。